# Quiridio

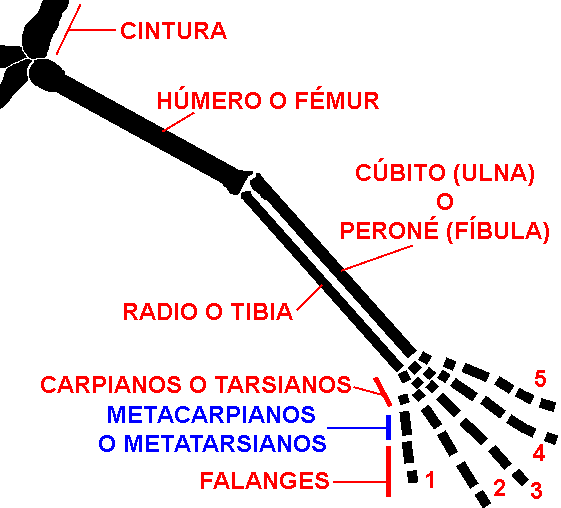
Diagrama de los huesos del quiridio.

El término quiridio se refiere a la estructura de las extremidades de los vertebrados tetrápodos y es una adaptación a la locomoción en medio terrestre. El quiridio apareció en la segunda mitad de Devónico cuando algunos peces pulmonados de aletas lobuladas (sarcopterigios) abandonaron paulatinamente la vida acuática para originar a los anfibios.

## Estructura
La estructura básica del quiridio consiste en un hueso largo cuyo extremo anterior articula con la cintura escapular o cintura pelviana, y el posterior con un juego de dos huesos en paralelo, que a su vez lo hacen con un conjunto de huesos pequeños que forman la articulación para los dedos.
Siguiendo este orden, el quiridio se divide en 3 regiones:
- Estilopodio: compuesto por el húmero (extremidades anteriores) o fémur (extremidades posteriores).
- Zeugopodio (=zigopodio): formado por un par de huesos paralelos:
  - Radio (extr. ant.) o tibia (extr. post.).
  - Cúbito o ulna (extr. ant.) o peroné o fíbula (extr. post.).
- Autopodio: formado por la articulación de los dedos y los propios dedos:
  - Basipodio: tarsos (extr. post.) o carpos (extr. ant.): conjunto de huesecillos que forman la base de los siguientes. Anatómicamente se corresponden con la muñeca (extr. ant.) o el tobillo (extr. post.)
  - Metapodio: metatarso (extr. post.) o metacarpo (extr. ant.): huesos de similar longitud que las falanges de los dedos, que forman la base de estos.
  - Acropodio: falanges: huesos alineados y articulados que forman los dedos. En el primer dedo hay dos falanges y en los demás hay tres.

## Modificaciones
A lo largo de la evolución, algunos tetrápodos han sufrido la modificación, reducción o eliminación del quiridio, muchas veces relacionado con una vuelta al medio acuático. Algunos ejemplo de esto podrían ser:
- Anfibios:
  - Fusión de los huesos del zeugopodio como adaptación al hábito de vida saltatorio.
- Reptiles:
  - Ofidios (serpientes): Desaparición de miembros e incluso de las cinturas.
  - Diversos reptiles semejantes a lagartos: reducción o pérdida de las patas. Eslizón (Scincidae), lución (Anguidae) o culebrilla ciega (Amphisbaenidae).
  - Quelonios (tortugas): Fusiones en huesos.
- Aves en general:
  - En la mano (ala) sólo permanecen los dedos 2 a 4, con reducción del número de falanges.
  - Fusión de tibia y con husos tarsianos para dar el tibiotarso. Fíbula reducido a una varila.
  - Reducción del número de dedos en pie.
- Mamíferos:
  - Perisodáctilos: Reducción del número de dedos en número impar.
    - Tapir: dedos del 2.º al 5.º.
    - Équidos (caballos, burros, cebras): sólo permanece el tercer dedo.
    - Rinocerontes: dedos del 2.º al 4.º.

  - Artiodáctilos: Reducción del número de dedos en número par.
    - Rumiantes (vacas, cabras, ciervos, jirafas): 2 dedos bien patentes (3.º y 4.º) y 2 vestigiales, el 2 y 5.º.
    - Camélidos (camellos y llamas): 2 dedos
    - Suidos (cerdos y jabalíes): 4 dedos (2.º-5.º).

  - Quirópteros (murciélagos): Alargamiento de los metacarpianos y falanges para formar el ala.
  - Cetáceos (ballenas, delfines): Reducción de miembros anteriores, por acortamiento de húmero, cúbito y radio, y desaparición de posteriores.
  - Pinnípedos (focas, leones marinos): reducción o desaparición de miembros.
  - Sirénidos (manatíes): reducción y desaparición de miembros.

## Plesiomorfía (Biología Cladística)
El quiridio es la condición ancestral de las extremidades de los primitivos tetrápodos y es por tanto una plesiomorfía. A partir de dicha condición primitiva, surgieron diversos estados apomórficos, como las extremidades con un solo dedo de los caballos, las aletas de los cetáceos o la atrofia de las patas en las serpientes.